# Friedrich Dotzauer
Friedrich Justus Johann Dotzauer est un violoncelliste et compositeur allemand, né à Hässelrieth (près de Hildburghausen) le 20 juin 1783 et mort à Dresde le 6 mars 1860.

## Biographie
Né à Hässelrieth, près de Hildburghausen, d'un père qui était musicien d'église, il a appris très jeune à jouer de nombreux instruments, dont le piano avec Heuschkel, la contrebasse, le violon avec Gleichmann, la clarinette, et du cor. Il a aussi reçu des leçons sur la théorie musicale de la part d'un organiste d'église local.
Il a pris ses premières leçons de violoncelle auprès d'un trompettiste, et, ayant choisi le violoncelle comme son instrument principal, il a étudié de 1799 à 1801 à Meiningen chez Johann Jacob Kriegk, un élève de Jean-Louis Duport. Finalement il a obtenu une place de violoncelliste à l'Orchestre de la cour de Meiningen (1801-1805). En 1806 Friedrich Dotzauer est allé à Berlin, où il a rencontré Bernhard Romberg et perfectionné auprès de lui sa technique au violoncelle. En 1805, il entre à l'Orchestre du Gewandhaus de Leipzig, puis à l'Orchestre de la Cour de Dresde, où il restera jusqu'à sa retraite en 1850 à l'âge 67 ans.
Parmi ses élèves figurent Carl Schuberth, Karl Drechsler, Friedrich August Kummer et son fils Karl Ludwig Dotzauer.

## Œuvres
À côté de son travail de violoncelliste, Friedrich Dotzauer a maintenu une riche activité de compositeur. Il a écrit de nombreuses œuvres dans différents genres, dont un opéra (Graziosa, 1841, Dresde), des ouvertures, des symphonies, une messe et plusieurs pièces de musique de chambre. Bien que ces œuvres soient en grande partie oubliées, ses compositions pour violoncelle gardent une certaine popularité. Parmi celles-ci, on trouve neuf concertos, trois concertinos, deux sonates avec accompagnement de contrebasse, des variations, des Divertissements, des pots-pourris et un grand nombre de duos. Aujourd'hui encore quelques-unes de ces œuvres sont utilisées pour l'enseignement du violoncelle.
Les exercices pour violoncelle de Dotzauer sont encore proposés aux élèves. On y trouve deux "écoles pour le violoncelle", la première publiée par Schott à Mayence et la seconde pour les débutants publiée par Haslinger à Vienne. Parmi les études de Dotzauer, on trouve les 18 exercices d'une difficulté progressive pour le Violoncelle seul op. 120 pour débutants et les 24 täglichen Studien zur Erlangung der Virtuosität op. 155b.

## Discographie
- Quintette pour 2 violons, viole et 2 violoncelles en ré mineur.OP.134.6 pièces pour 3 violoncelles.Op.104.Quatuor pour Violoncelle, 2 violons et viole.OP.64.Anner Bylsma, Violoncelle. L'Archibudelli et Smithsonian chamber players. Sony classical 1994.